# Die Landstreicher (Operette)
Die Landstreicher ist eine Operette mit einem Vorspiel und zwei Akten von Carl Michael Ziehrer. Das Libretto verfassten Leopold Krenn und Karl Lindau. Uraufführung war am 29. Juli 1899 beim Sommertheater Venedig in Wien. Von den 22 Operetten, die Ziehrer komponierte, haben sich aus Sicht der Bühnenaufführungen nur Die Landstreicher als auf einige Dauer erwiesen.

## Orchester
Zwei Flöten, zwei Oboen, zwei Klarinetten, zwei Fagotte, vier Hörner, zwei Trompeten, drei Posaunen, eine Harfe, Schlagwerk und Streicher

## Handlung

### Ort und Zeit
Die Operette spielt Ende des 19. Jahrhunderts in Oberbayern.

### Vorspiel
Bild: Simultanbühne, auf einer Seite eine Arreststube, auf der anderen Seite Verhandlungsraum im Gericht

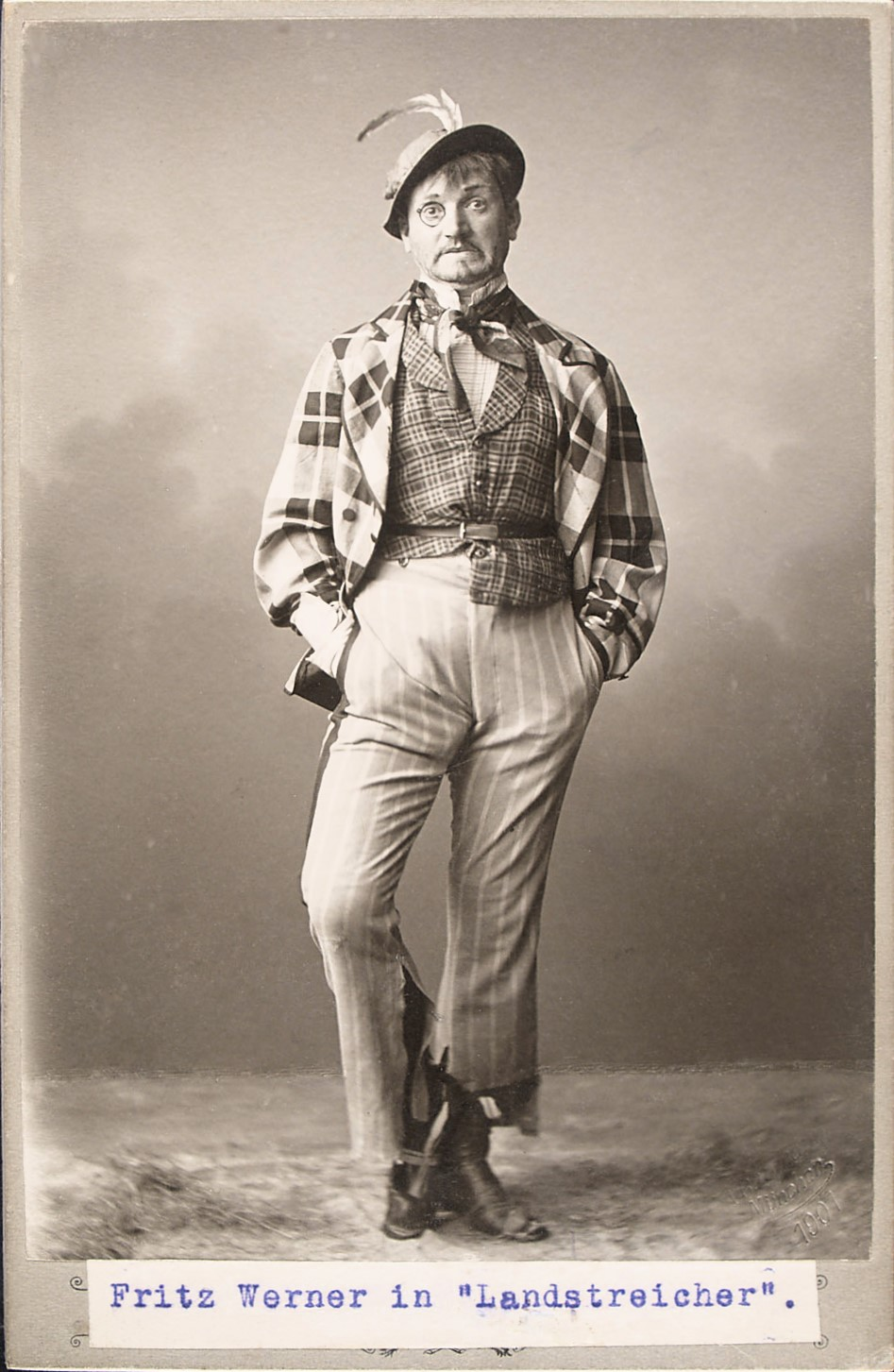
Werner Fritz in „Die Landstreicher“, München 1901.

Das vagabundierende Ehepaar August und Berta Fliederbusch findet auf der Landstraße eine wertvolle Perlenkette und einen Tausendmarkschein. Überglücklich gehen die beiden ins nächste Gasthaus und bestellen ein opulentes Mahl. Dabei fallen sie natürlich auf, denn ihrer Kleidung nach zu schließen kann sich das Paar ein solch teures Essen überhaupt nicht leisten. Schnell ist die Polizei zur Stelle und bringt die beiden vor Gericht. Assessor Roland ist in Eile. Rasch beschlagnahmt er den Schmuck und das Geld, lässt die Verdächtigen in die Arreststube bringen und macht sich auf zu seiner Geliebten, der Gastwirtstochter Anna Gratwohl.
August und Berta Fliederbusch suchen in ihrem Gefängnis die Wände ab und entdecken eine unverschlossene Tür. Durch diese gelangen sie in das Verhandlungszimmer zurück. Da niemand anwesend ist, durchsuchen sie den Schrank nach Dingen, die ihnen nützlich sein könnten. Dabei finden sie auch die beschlagnahmten Gegenstände, die sie nun wieder an sich nehmen. Gerade als sie das Gebäude verlassen wollen, betritt Fürst Adolar Gilka den Raum, begleitet von der Tänzerin Mimi. Ohne lange nachzudenken, streift sich August Fliederbusch den Talar des Richters über und fragt die Eintretenden nach ihrem Begehr. Der Fürst meldet, ihm sei eine wertvolle Halskette gestohlen worden. Die Sache werde selbstverständlich untersucht, entgegnet der vermeintliche Richter. Der Herr und die Dame mögen sich einstweilen in den Nebenraum begeben und dort warten. Kaum ist die Tür ins Schloss gefallen, nehmen August und Berta Fliederbusch die Mäntel und Hüte der Eingesperrten, die sie im Verhandlungsraum liegen ließen, und ergreifen die Flucht.
Als etwas später Gerichtsassessor Roland zurückkehrt, staunt er nicht schlecht, als er das Landstreicherpärchen vorführen lassen will und stattdessen zwei völlig andere Personen den Verhandlungsraum betreten. Sofort ordnet er an, die zwielichtigen Gestalten zu verfolgen.

### Erster Akt
Bild: Vor einem Hotel an einem See in Oberbayern
Ein paar Tage sind vergangen. August und Berta Fliederbusch haben inzwischen erfahren, dass auf die wertvolle Halskette eine hohe Belohnung ausgesetzt ist. Diese hat sie in den Ort gelockt, in dessen Rathaus sie eingelöst werden kann. Aber bevor sie die amtliche Prozedur über sich ergehen lassen, mieten sie ein Zimmer im Nobelhotel „Zum schwarzen Adler“. Dabei tragen sie sich als „Fürst Adolar Gilka mit Begleitung“ ins Gästebuch ein.
Der Kunstmaler Lajos von Geletniky fühlt sich als Verlobter der Tänzerin Mimi. Ihm ist zu Ohren gekommen, dass seine Braut von einem gewissen Adolar Gilka entführt worden sein soll und der Entführer in Bälde im Hotel „Zum schwarzen Adler“ erwartet werde. Als er den vermeintlichen Fürsten sieht, will er ihn verprügeln. Nur mit Mühe gelingt es August Fliederbusch, den zornigen Maler zu besänftigen.
Plötzlich fährt vor dem Hotel eine prachtvolle Kutsche vor, welche die Aufmerksamkeit aller auf sich zieht. Ihr entsteigen der echte Fürst Gilka, die Tänzerin Mimi und die zwei Leutnants Rudi und Mucki. Adolar Gilka hat sich hier mit einem Juwelier verabredet, dessen Werkstatt er den Auftrag gegeben hat, von seiner wertvollen Kette eine billige Imitation anzufertigen, um diese dann Mimi zu schenken. Als er August Fliederbusch mit der Kette kommen sieht, hält er ihn für den Juwelier. Der Landstreicher zögert nicht lange, überreicht die Kette dem Fräulein Mimi und ersucht den völlig verdatterten Fürsten sehr höflich, ihm möglichst bald die ausgesetzte Belohnung zukommen zu lassen. Der Traum vom großen Finderlohn wird jedoch jäh zerstört, denn ausgerechnet jetzt trifft Assessor Roland mit dem Gerichtsdiener Kampel beim Hotel ein. Die beiden sorgen dafür, dass die angeblichen Diebe nichts von der Belohnung sehen. August Fliederbusch und seine Frau müssen wieder einmal untertauchen.
Es lächelt der See; er ladet zum Bade, denken die beiden Leutnants. Sie entledigen sich ihrer Uniformen und stürzen sich in die Fluten. Das Ehepaar Fliederbusch sieht die farbenprächtigen Uniformen und kann nicht widerstehen, sich diese anzueignen. Mit der neuen Tarnung fällt es ihnen leichter, ihrem „Handwerk“ nachzugehen.

### Zweiter Akt
Bild: Festlich beleuchteter Schlosspark
Fürst Adolar Gilka treibt nur noch der Gedanke um, wie es ihm gelingen könnte, Mimi die Halskette wieder abzunehmen, ohne dass sein Verhältnis zu ihr darunter litte. Es gelingt ihm, die zwei Fliederbuschs aufzuspüren. Er hält die beiden für so raffiniert, dass sie in seinem Plan als Werkzeug fungieren sollen. Nachdem er ihnen den Auftrag erteilt und ihnen versichert hat, es sei nur zu ihrem Nutzen, wenn sie mitspielten, treten August und Berta Fliederbusch bei dem Sommerfest im Schlosspark als Zauberkünstler auf. Es gelingt ihnen vortrefflich, mit ein paar Taschenspielertricks die Leute in ihren Bann zu ziehen. Berta bittet Mimi, ihr für kurze Zeit die Kette zu reichen. Als sie in deren Besitz ist, vertauscht sie sie mit der Imitation und gibt diese der kessen Person zurück.
Je länger die Vorstellung dauert, desto mehr Sympathie empfindet der Fürst für das Landstreicherpärchen. Schon plant er, die beiden „Künstler“ in Zukunft auch für ähnliche Feste zu verpflichten. Bei Assessor Roland erwirkt er, dass der Haftbefehl zurückgenommen wird. Am Ende der Operette stellt sich heraus, dass auch der Fürst selbst einem Betrüger auf den Leim gegangen war, als er die Perlenkette erwarb; denn auch das vermeintliche Original ist nur eine wertlose Nachbildung.

## Musikalische Höhepunkte
Das sehr volkstümliche, leicht sentimentale Werk wartet mit einer Fülle einschmeichelnder Melodien auf. Die bekanntesten sind das Duett der beiden Leutnants Rudi und Mucki Das ist der Zauber der Montur, das Walzerlied des Gerichtsassessors Roland im ersten Finale Sei gepriesen, du lauschige Nacht, hast zwei Herzen so glücklich gemacht, und schließlich nochmals ein Duett zwischen Rudi und Mucki Was uns auch immer der Tag hat gebracht.
Allerdings hat Carl Michael Ziehrer nie zugeben wollen, dass seine präsentierte Melodie zum Walzerlied Sei gepriesen, du lauschige Nacht… hörbar ein Plagiat von Johann Strauss Sohns Kopfwalzer von Spiralen (Walzer, op. 209) ist. Der originale Walzer von Strauss (Sohn) entstand 1858, mithin über 40 Jahre früher und war ihm als Militärmusiker als ein erfolgreiches, jedoch in den 1890er-Jahren in Vergessenheit geratenes, Stück ausreichend bekannt.

## Weitere Bearbeitung
Eine 1934 vorgenommene Neubearbeitung durch den Direktor des Lehartheaters Ignaz Brantner konnte sich nicht durchsetzen. In der Brantnerschen Neufassung spielt die Operette in der Wachau (Österreich) und in Wien zwischen 1900 und 1914.

## Verfilmung
Das Stück wurde 1937 unter der Regie von Carl Lamac nach einem Drehbuch von Géza von Cziffra verfilmt. Die Hauptrollen spielten Paul Hörbiger, Lucie Englisch, Rudolf Carl, Erika Drusovich und Rudolf Platte. Die Musik war allerdings nicht in der originalen Fassung von Carl Michael Ziehrer zu hören; sie erklang in einem Arrangement von Paul Hühn. Laut Lexikon des internationalen Films handelt es sich um ein „altmodisches Lustspiel in flotter Gangart nach Motiven aus Carl Ziehrers gleichnamiger Operette“. Die Operette wurde ferner zweimal für das Fernsehen verfilmt, 1960 für den ORF und 1968 als Co-Produktion von ZDF und ORF.